# Englerina ochroleuca
Englerina ochroleuca är en tvåhjärtbladig växtart som först beskrevs av Engler & Krause, och fick sitt nu gällande namn av S. Balle. Englerina ochroleuca ingår i släktet Englerina och familjen Loranthaceae. Inga underarter finns listade i Catalogue of Life.